# Dion Dawkins
Dion Dawkins (geboren am 26. April 1994 in Rahway, New Jersey) ist ein US-amerikanischer American-Football-Spieler auf der Position des Offensive Tackles. Er spielte College Football für die Temple University und steht seit 2017 bei den Buffalo Bills in der National Football League (NFL) unter Vertrag.

## College
Dawkins besuchte die Rahway High School in Rahway, New Jersey. Ab 2013 ging er auf die Temple University, um College Football für die Temple Owls zu spielen. Als Freshman kam Dawkins in fünf Spielen zum Einsatz, davon zweimal als Starter, bevor er die Saison wegen einer Fußverletzung vorzeitig beenden musste. In den folgenden drei Jahren war er Stammspieler auf der Position des Left Tackles bei den Owls. In der Saison 2016 wurde Dawkins in das All-Star-Team der American Athletic Conference (AAC) gewählt. Insgesamt bestritt er 44 Spiele für Temple, davon 40 als Starter.

## NFL
Dawkins wurde im NFL Draft 2017 in der zweiten Runde an 63. Stelle von den Buffalo Bills ausgewählt. Er ging als Ersatzspieler in die Saison, bestritt aber dennoch elf Spiele als Starter auf der Position des Left Tackles, da Cordy Glenn verletzungsbedingt ausgefallen war. Nach der Saison gaben die Bills Glenn per Trade an die Cincinnati Bengals ab, sodass Dawkins als Stammspieler in seine zweite NFL-Saison ging. In den folgenden beiden Jahren bestritt er jeweils alle 16 Partien der Regular Season als Starter. Dabei fing er zwei Touchdownpässe. Im August 2020 einigte sich Dawkins mit den Bills auf eine Vertragsverlängerung um vier Jahre über 60 Millionen US-Dollar, davon 34 Millionen garantiert. In der Saison 2021 wurde Dawkins erstmals in den Pro Bowl gewählt. Diese Ehrung erhielt er auch in den folgenden beiden Jahren. Im März 2024 unterschrieb Dawkins eine Vertragsverlängerung um drei Jahre im Wert von 60,5 Millionen US-Dollar in Buffalo.